# Frotard V de Lautrec
Pour les articles homonymes, voir Frotard de Lautrec.
Frotard V de Lautrec (1265 - vers 1302) est vicomte de Lautrec, de 1275 à sa mort. Il est aussi seigneur de Montfa.

## Biographie
Frotard V de Lautrec est membre de la famille de Lautrec, en tant que fils aîné du vicomte Isarn IV de Lautrec et de Jeanne de Saissac. À la mort de son père en 1275, Frotard V n'hérite que d'un seul huitième de la vicomté de Lautrec : en effet, il partage le domaine avec son frère, Pierre III, mais aussi avec certains de ses cousins depuis la division de la vicomté par Sicard VI et Bertrand Ier.
Il meurt vers 1302.

## Mariage et postérité
Frotard V de Lautrec épouse une certaine Yolande en 1284, union dont est issu Guillaume de Lautrec, vicomte de Lautrec à sa suite.